# Письяковское сельское поселение
Письяко́вское се́льское поселе́ние — упразднённое муниципальное образование в составе бывшего Кашинского района Тверской области.
Административный центр — деревня Письяковка.
Образовано в 2005 году, включило в себя территорию Письяковского сельского округа. С 2018 года упразднено и стало частью единого Кашинского городского округа.

## Географические данные
- Общая площадь: 100 км²
- Нахождение: центральная часть Кашинского района, к западу от города Кашин.
  - Граничит:
    - на севере — с Пестриковским СП,
    - на востоке — с городом Кашин и Фарафоновским СП,
    - на юге — с Барыковским СП,
    - на западе — с Булатовским СП и Давыдовским СП.

## Экономика
Основное предприятие — одно из передовых хозяйств Тверской области — колхоз «Красный Путиловец».

## Население
По переписи 2002 года — 1539 человек, на 01.01.2008 — 1536 человек.

Национальный состав: русские.

## Населенные пункты
На территории поселения находятся следующие населённые пункты:
| №  | Тип нп | Название     | Население (2008 год) |
| -- | ------ | ------------ | -------------------- |
| 1  | дер.   | Акулинкино   | 19                   |
| 2  | дер.   | Алексеевское | 25                   |
| 3  | дер.   | Алёхино      | 8                    |
| 4  | дер.   | Бибиково     | 25                   |
| 5  | дер.   | Ваньково     | 10                   |
| 6  | дер.   | Витенево     | 3                    |
| 7  | дер.   | Вотолино     | 16                   |
| 8  | дер.   | Гапшино      | 13                   |
| 9  | дер.   | Глазатово    | 90                   |
| 10 | дер.   | Гордеево     | 3                    |
| 11 | дер.   | Ковырино     | 1                    |
| 12 | дер.   | Кортино      | 11                   |
| 13 | дер.   | Кузнецово    | 0                    |
| 14 | дер.   | Маслятка     | 84                   |
| 15 | дер.   | Медведково   | 0                    |
| 16 | дер.   | Молевка      | 0                    |
| 17 | село   | Никольское   | 124                  |
| 18 | дер.   | Петровка     | 78                   |
| 19 | дер.   | Письяковка   | 223                  |
| 20 | пос.   | Первомайский | 106                  |
| 21 | дер.   | Пустыри      | 0                    |
| 22 | дер.   | Путилово     | 367                  |
| 23 | дер.   | Пучихино     | 0                    |
| 24 | дер.   | Пушкино      | 0                    |
| 25 | дер.   | Семёновское  | 7                    |
| 26 | дер.   | Серговка     | 17                   |
| 27 | село   | Стражково    | 185                  |
| 28 | дер.   | Тарбаево     | 2                    |
| 29 | дер.   | Чириково     | 7                    |
| 30 | дер.   | Эскино       | 112                  |

### Бывшие населенные пункты
На территории поселения исчезли деревни Бекетово, Благовещенье, Головино, Мерлино, Старово, Тарасово,Трояки, Юрьево и другие.

Деревня Размесово включена в черту города Кашина.

## История
В XIX — начале XX века деревни поселения относились к Потуповской, Подберезской и Ванчуговской волостям Кашинского уезда Тверской губернии.
При Советской власти территория поселения входила в Кашинский уезд, с 1927 года — в Кимрский уезд. С 1929 года территория поселения входит в Кашинский район (до 1935 года — Московской области, с 1935 — Калининской области, с 1990 года — Тверской области).

## Известные люди
В деревне Эскино родилась Анастасия Ивановна Балабина, Герой Социалистического Труда.